# 香港宿營營地列表
以下是香港主要的宿營（也包括日營或露營）營地：
香港島	　
- 大潭童軍中心
- 香港青年協會赤柱戶外活動中心
- 麥理浩夫人薄扶林傷健中心
- 新德倫山莊
- 衛斯理營舍
- 鯉魚門公園及渡假村

新界	　
- 展能運動村
- 白沙灣譚華正海上活動中心
- 西貢戶外康樂中心
- 保良局北潭涌渡假營
- 香港小童群益會白普理營
- 荔枝莊明愛小塘營
- 基維爾營地
- 麥理浩夫人度假村
- 創興水上活動中心
- 名樂漁莊
- 黃宜洲青年營
- 獅子會－青年會將軍澳青年營
- 賽馬會黃石水上活動中心
- 香港青年協會賽馬會西貢戶外訓練營
- 大尾督海上活動中心
- 大美篤水上活動中心
- 元朗康樂中心
- 沙田童軍中心
- 保良局賽馬會大棠渡假村
- 洞梓童軍中心
- 突破青年村
- 香港青年協會大美篤戶外活動中心
- 香港浸會園
- 香港神託會基督教靈基營
- 烏溪沙青年新村
- 救世軍馬灣青年營
- 曹公潭戶外康樂中心
- 梁省德海上活動訓練中心
- 博康營地
- 香港青年獎勵計劃賽馬會愛丁堡公爵訓練營
- 鍾紫燕渡假營
- 宣道園

離島區 	　
- 白普理退修中心
- 長洲明愛明暉營
- 長洲明愛家暉苑
- 長洲明愛愛暉營
- 香港青年協會南丫青年營
- 香港紅十字會石壁營
- 香港基督教女青年會梁紹榮度假村
- 香港遊樂場協會東涌戶外康樂營
- 香港遊樂場協會銀鑛灣戶外康樂營
- 救世軍白普理營
- 衛理山莊
- 衛理園